# Halftime Heat
Halftime Heat was een serie van uitzendingen in het professioneel worstelen dat geproduceerd werd door de Amerikaanse worstelorganisatie WWE en voorheen door de World Wrestling Federation (WWF). Ze werden uitgezonden tijdens het respectievelijke jaar van de Super Bowl.

## Evenementen
| Super Bowl        | Datum           | Stad                  | Locatie                  | Main Event                                                                                       |
| ----------------- | --------------- | --------------------- | ------------------------ | ------------------------------------------------------------------------------------------------ |
| Super Bowl XXXIII | 31 januari 1999 | Tucson, Arizona       | Tucson Convention Center | The Rock (c) vs. Mankind in een Empty Arena match voor het WWF Championship                      |
| Super Bowl XXXIV  | 30 januari 2000 | Stamford, Connecticut | Titan Towers             | Show in studio (interview met Stone Cold Steve Austin terwijl hij herstelde van een nekoperatie) |
| Super Bowl LIII   | 3 februari 2019 | Orlando, Florida      | WWE Performance Center   | Aleister Black, Ricochet & Velveteen Dream vs. Johnny Gargano, Tommaso Ciampa & Adam Cole        |

### 1999
Halftime Heat (1999) was een professioneel worstelshow dat georganiseerd werd door de World Wrestling Federation (WWF). Het evenement vond plaats op 31 januari 1999, de nacht van Super Bowl XXXIII, in het Tucson Convention Center in Tucson, Arizona.
Op 26 januari 1999, nam WWF hun aflevering van Raw op voor 1 februari 1999. Voorafgaand aan de opname werd de wedstrijd in de lege arena gefilmd, die werd uitgezonden als Halftime Heat.
| Match                    | Winnaar(s) | Opmerkingen                                 | Bron  |
| ------------------------ | ---------- | ------------------------------------------- | ----- |
| The Rock (c) vs. Mankind | Mankind    | Empty Arena match voor het WWF Championship | [ 1 ] |

### 2019
Halftime Heat (2019) was een professioneel worstelshow en WWE Network evenement dat georganiseerd werd door WWE voor hun NXT brand. Het evenement vond plaats op 3 februari 2019, de nacht van Super Bowl LIII, in het WWE Performance Center in Orlando, Florida.
| Match                                                                                     | Winnaar(s)                                 | Opmerkingen           | Bron  |
| ----------------------------------------------------------------------------------------- | ------------------------------------------ | --------------------- | ----- |
| Aleister Black, Ricochet & Velveteen Dream vs. Johnny Gargano, Tommaso Ciampa & Adam Cole | Aleister Black, Ricochet & Velveteen Dream | 6-man tag team match. | [ 3 ] |

#### On-air persoonlijkheden
| Ringnaam       | Echte naam           | Opmerkingen                     |
| -------------- | -------------------- | ------------------------------- |
| Shawn Michaels | Michael Hickenbottom | Color commentator Hall of Famer |
| Vic Joseph     | Victor Travagliante  | Lead commentator                |
| Jessika Carr   | Jessika Heiser       | Referee                         |
| Greg Hamilton  | Greg Hutson          | Ring aankondiger                |